# KFormula
KFormula est un logiciel libre d'écriture de formule mathématique.
Il s'agit d'un logiciel conçu dans le cadre du projet KDE, et plus précisément du projet KOffice.